# Bibliobus

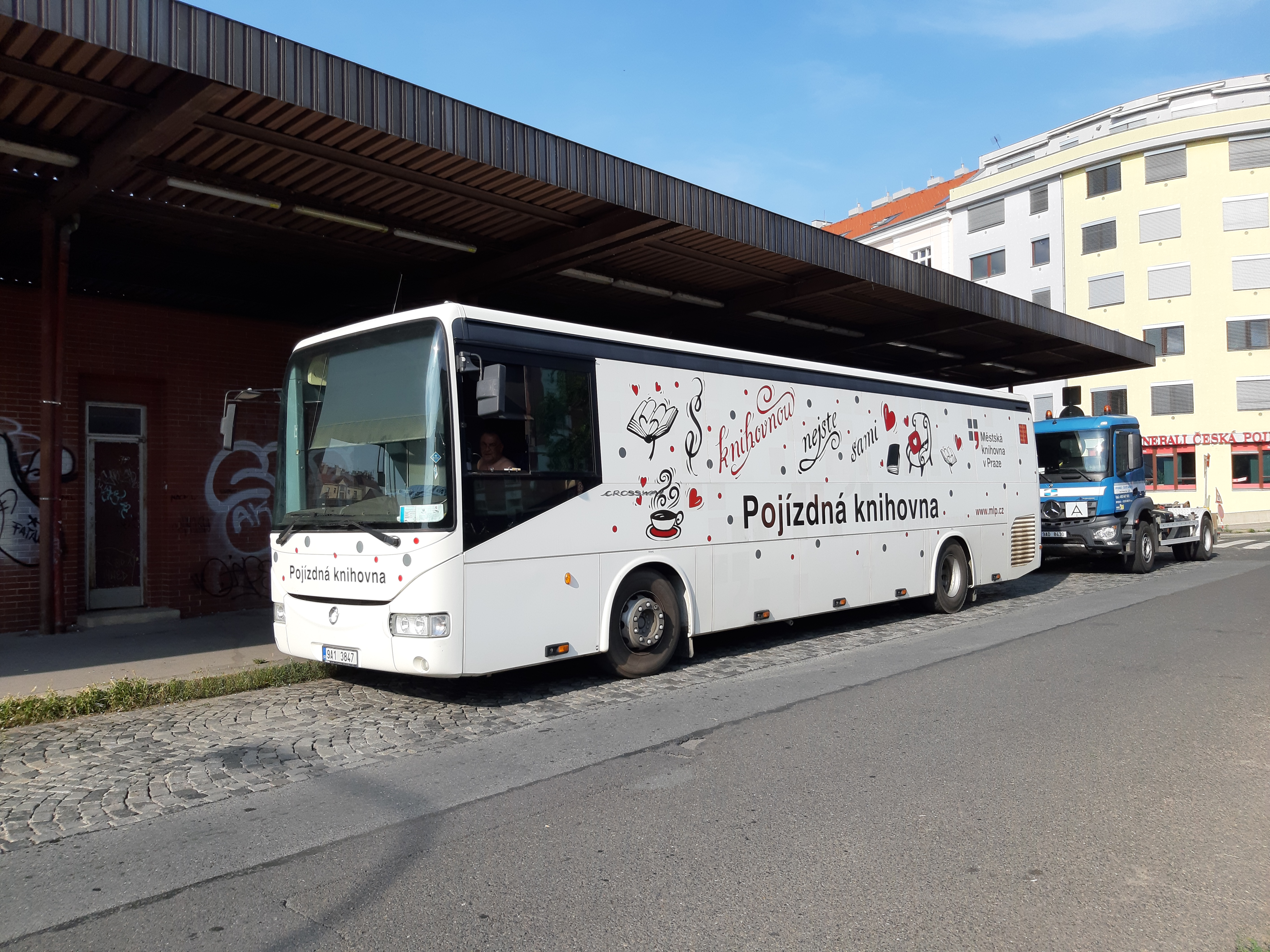
Pojízdná knihovna. Fotografie vznikla na Náměstí Bohumila Hrabala, v září roku 2023.

Bibliobus (též pojízdná knihovna) je speciálně upravený autobus (či jiné k tomuto účelu určené vozidlo), který nahrazuje funkci kamenných knihoven (poboček). Bibliobus je vybaven regály s knihovním fondem, počítačem s připojením na internet a s možností vyhledávání v katalogu knihovny, do jejíž knihovní sítě bibliobus patří a je její organizační součástí. Posádku bibliobusu tvoří profesionální knihovník a řidič. V některých případech vykonává obě funkce jediná osoba.
Bibliobus je určen zejména čtenářům, kteří nemají z různých důvodů možnost osobně navštěvovat kamenné pobočky knihovny, např. odlehlá oblast, neuspokojivá dostupnost, nepříznivý zdravotní stav čtenáře apod. Čtenářům se dostane stejné odborné pomoci, jako je tomu v kamenné pobočce.
Výpůjční a knihovní řád bibliobusu je stanoven výpůjčním a knihovním řádem zastřešující knihovny. Informace o provozní době a jednotlivých stanicích jsou vždy uvedeny na webových stránkách knihovny, v případě, že bibliobus obstarává také regionální služby, jsou tyto informace čtenářům zprostředkovávány prostřednictvím obce samotné.

## Funkce bibliobusu
- Poskytování základních knihovních služeb na odborné úrovni
- Kulturní a vzdělávací činnost
- Regionální funkce
- Prezentace knihovny

## Složení fondu bibliobusu
Do bibliobusu se v závislosti na typu vozidla vejde 1-4 tisíce knih. Bibliobusy zpravidla fungují na principu tzv. „výměnného fondu“, tj. složení pojízdného fondu je pravidelně obměňováno. Četnost obměny závisí na konkrétní knihovně: může se jednat o jednorázovou celkovou výměnu fondu, např. každých 6 měsíců, nebo se fond obměňuje kontinuálně každý týden formou vyřazování starých, poškozených či málo půjčovaných titulů a zařazování knižních novinek, tj. obdobně jako na kamenných pobočkách knihovny, jen v menším měřítku. Typy dokumentů určených k absenční výpůjčce v bibliobusu se také mohou lišit dle konkrétní knihovny, standardem však bývají knihy, periodika, audioknihy (mluvené slovo), resp. hudební nosiče.

## Historie

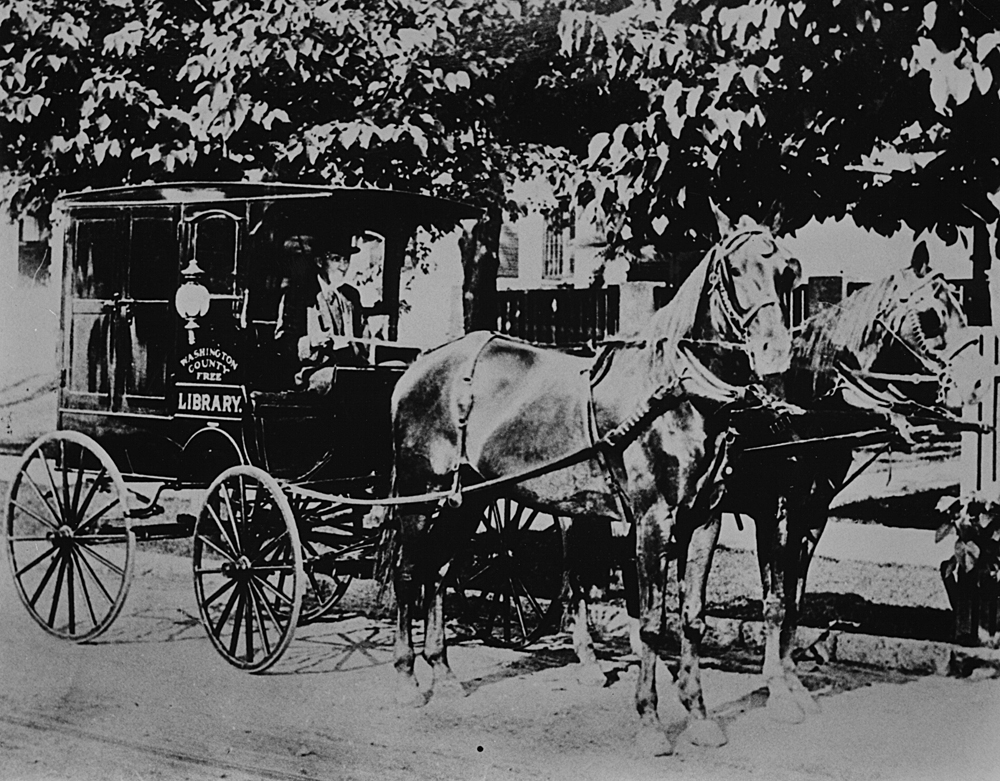
Pojízdná knihovna, Washington, cca 1905

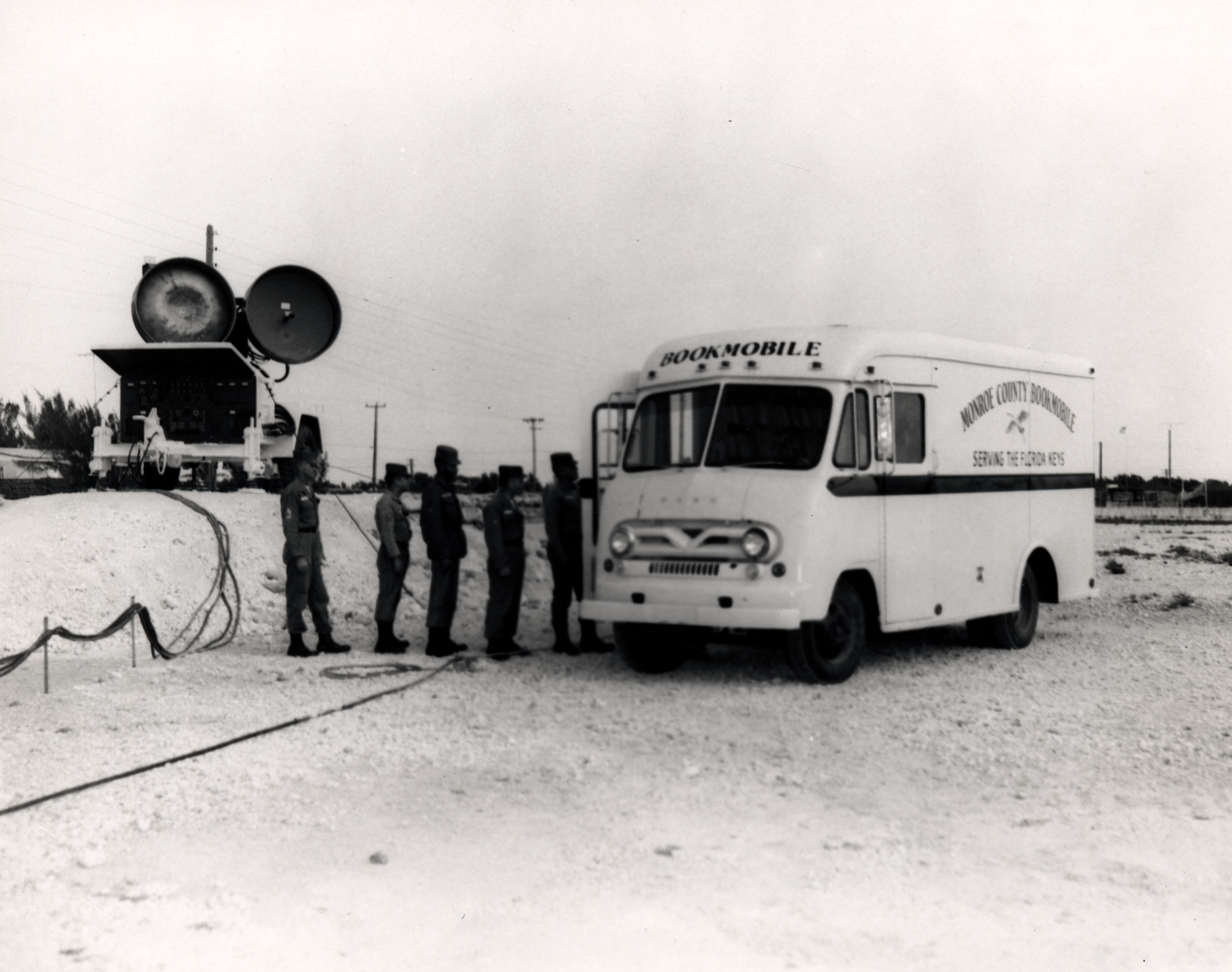
Pojízdná knihovna 6. protiraketového praporu U.S. Army, 1964

Ve světě se první pojízdné knihovny objevily přibližně v 19. století a to zejména na území Velké Británie a Spojených států amerických. První pojízdná knihovna se objevuje v roce 1875 v kraji Cumbria na severozápadě Velké Británie. První pojízdné knihovny měly podobu např. saní naložených knihami či kočáru taženého koňmi.
S postupem doby a s rozvojem motorových vozidel došlo i k rozšíření knihovních služeb v této oblasti. Velký rozmach bibliobusů nastal zejména po II. světové válce, kdy se pojízdné knihovny objevují např. ve Velké Británii, Francii, Německu, SSSR, Skandinávii atd.
Také (tehdejší) Československo zavedlo pro svou čtenářskou obec tuto moderní službu. V roce 1939 byl uveden do provozu první pražský bibliobus, který Městské knihovně v Praze věnovala Pražská městská pojišťovna. Jeho působení na území hl. m. Prahy však nemělo dlouhého trvání, neboť v roce 1940 byl bibliobus zabaven pro účely německé armády, která jej využívala jako lazaretní vůz. Provoz bibliobusu byl obnoven až na sklonku 40. let 20. století. Tato služba je na území hl. m. Prahy poskytována stále a těší se u čtenářů velké oblibě.

## Bibliobusy v České republice

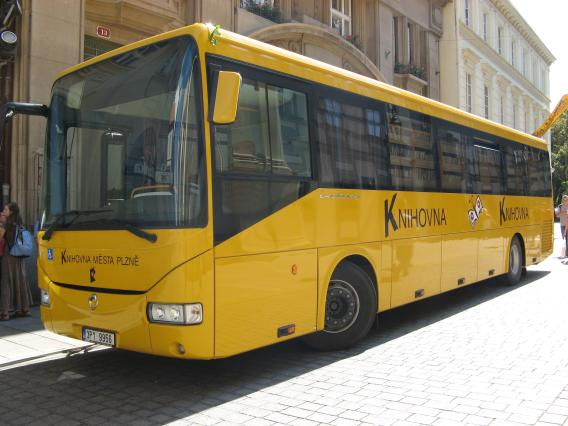
Bibliobus Knihovny města Plzně

V současné době provozují bibliobusy tyto knihovny:
- Městská knihovna v Praze
  - V rámci běžného provozu jezdí bibliobus Crossway. Na speciální akce a hůře odstupná místa zajíždí mini-bibliobus Oskar. Viz  Pražská pojízdná knihovna.
- Knihovna města Plzně

V minulosti byly bibliobusy provozovány také na území následujících měst, provoz byl ale ukončen:
- Chomutov
- Krnov
- Litoměřice
- Tachov
- Karlovy Vary